# Латинска осовина
Латинска осовина је била предложено савезништво између европских латинских земаља током Другог светског рата. Овај пројекат је Италији предложио румунски политичар Михаj Антонеску, који је за време Јона Антонескуа био заменик премијера и министар спољних послова током Другог светског рата. У савез би биле укључене Румунија, Италија, Вишијевска Француска, Шпанија и Португал. Као консолидовани блок у региону немачке слабости, надао се да би могао постати значајна противтежа Рајху. Немачка је подржала предлог Латинског блока током Другог светског рата, а немачка пропаганда је помагала италијанској пропаганди у промоцији блока  Међутим, алијанса није успела да се оствари. Немачки фирер Адолф Хитлер промовисао је Латински блок и у октобру 1940. отпутовао је у Андеј у Француску на границу са Шпанијом да би се састао са Францом у којем је промовисао Шпанију која је формирала латински блок са Италијом и Вишијевском Француском да се придруже борби Италије против Британије у медитеранској регији .